# Iánnis Xenákis
Iánnis Xenákis, em grego Γιάννης Ξενάκης [ˈʝanis kseˈnacis] (Brăila, 29 de maio de 1922 — Paris, 4 de fevereiro de 2001) foi um engenheiro, arquiteto, teórico musical e compositor grego, naturalizado francês. É considerado como um dos mais influentes compositores do século XX.
Entre suas obras mais importantes estão "Metastaseis" (1953-4), para orquestra, que apresenta peças independentes para cada um dos músicos, obras para percussão como "Psappha" (1975) e "Plêiades" (1979); composições que requerem a dispersão dos músicos entre o público, como "Terretektorh" (1966); obras eletrônicas criadas utilizando o sistema Xenakis UPIC, e as performances multimídia maciças (nuvem sonora)de Xenakis, chamadas de "Polytopes".
Como arquiteto, Xenakis é conhecido principalmente por seu trabalho no início do Le Corbusier: a Sainte Marie de La Tourette, em que dois arquitetos colaboraram, e do Pavilhão Philips na Expo 58, o qual Xenakis concebeu sozinho.

## História
Nascido na Roménia de pais gregos, sua família retornou para a Grécia quando tinha dez anos. Lá estudou engenharia em Atenas. Os estudos foram interrompidos pela ocupação nazista. Participou na resistência grega na Segunda Guerra Mundial e na primeira fase da Guerra Civil Grega como membro da companhia de estudantes Lord Byron do Exército de Libertação do Povo Grego.
Em Janeiro de 1945, foi ferido por um obus, perdendo um olho e desfigurando-lhe parte do rosto. Em 1946 finalizou os estudos de engenharia, mas foi perseguido e condenado à morte devido ao seu activismo político, fugindo para França em 1947. Estabelecido em Paris, em 1948 ingressou no estúdio do famoso arquitecto Le Corbusier, como engenheiro calculista.
Em 1956, publicou sua teoria da música estocástica, baseada na teoria dos jogos de John von Neumann, entre outras fontes.
Seu livro "Formalized Music: Thought and Mathematics in Composition" é considerado como um dos mais importantes trabalhos teóricos sobre música do século passado.

## Música eletrônica
O disco "Xenakis: Electronic Music" lançado em 2000 reúne seus trabalhos e experimentos em música eletrônica. Esta compilação, laçada pela "Electronic Music Foundation" de NY, é uma reunião de suas obras que datam do final dos anos 50, quando em um estúdio de Paris.
| “ | "Esta coleção de arquivos é altamente recomendado. Ele é mais do que uma nota de rodapé na história da música eletrônica, com muitas reedições; sim, este é um documento fundamental na formação da música final do século 20." | ” |

Ao ouvir este CD no novo milênio, é difícil acreditar que essas abstrações não foram feitas no final dos anos 90, a julgar pela utilização futurista de efeitos eletrônicos. O trabalho de Xenakis só é comparável à obra de Karlheinz Stockhausen, que também estava interessado em ruído e fenômenos sonoros durante os anos 60. As obras neste CD, como "Polytopes" e  "Concrete PH" estão preocupados com a criação de "nuvens de som", onde a densidade é extrema, dando a essas obras texturas complexas que podem ser examinados por horas e em  diferentes volumes, apresentando efeitos de atmosfera envolvente e curiosos mundos sonoros.

## Discografia Selecionada
- 2008: Music for Keyboard Instruments (programação (MIDI): Daniel Grossmann)
- 2008: KRAANERG for 23 Instruments and 4-Channel Tape
- 2007: Naama / A l'lle de Gorée / Khoa
- 2006: Percussion Works
- 2006: Ensemble Music 2
- 2005: Music for Strings
- 2005: Electronic Works I: La Légende d'Eer
- 2002: Persepolis + Remixes, Edition 1
- 2002: Oresteïa
- 2001: La Légende d'Eer
- 2000: Psappha / Okho / Perséphassa (Demoé Percussion Ensemble, regente: Daniele Vineis)
- 2000: Orchestral Works, Volume I (Orchestre Philharmonique du Luxembourg, regente Arturo Tamayo)
- 1997: Kraanerg (ST-X Ensemble)
- 1997: Electronic Music
- 1993: Metastasis / Pithoprakta / Eonta (Orchestre National de France & Ensemble Instrumental de Musique Contemporaine de Paris, regente: Maurice Le Roux)
- 1992: Idmen / Pléïades (Ensemble Les Pleiades & Chœur Gulbenkian feat. conductor: Sylvio Gualda)
- 1992: Iannis Xenakis: Phlegra / Jalons / Keren / Nomos Alpha / Thallein (Ensemble InterContemporain)
- 1987: Pléiades (Percussions de Strasbourg)